# Рудольф III (граф Габсбург)
Рудольф III Молчаливый (нем. Rudolf III der Schweigsame) — граф Габсбург, основатель Лауфенбургской линии дома Габсбургов.

## Биография
После смерти в 1232 году Рудольфа II родовые владения Габсбургов были разделены между его детьми: Альбрехтом IV и Рудольфом III. Альбрехту досталась западная часть Швейцарии, а Рудольфу земли в восточной части, включая впоследствии восточную часть Аргау, Тургау, Клеттгау, Кибург и ряд ленов в Бургундии. Поэтому с 1232 года Рудольф III становится так же графом Клеттгау и ландграфом Зундгау.

## Брак и дети
В 1220 году Рудольф III женился на Гертруде Регенсбергской (нем. Gertrud von Regensberg, 1200—1264).
- Вернер (?—30.7.1243);
- Готфрид I (нем. Gottfried I, 1220—1271) граф Габсбург-Лауфенбург;
- Рудольф (?—3.4.1293), епископ Констанца;
- Отто (?—10.8.1275);
- Эбергард I (нем. Eberhard I, 1230—1284), после брака с Анной Кибург, основатель Кибургской линии дома Габсбургов.